# Scredington
Scredington är en ort och civil parish i Storbritannien.   Den ligger i grevskapet Lincolnshire och riksdelen England, i den sydöstra delen av landet, 160 km norr om huvudstaden London. Scredington ligger 13 meter över havet och antalet invånare är 254.
Terrängen runt Scredington är platt. Runt Scredington är det ganska tätbefolkat, med 108 invånare per kvadratkilometer. Närmaste större samhälle är Sleaford, 5,8 km norr om Scredington. Trakten runt Scredington består till största delen av jordbruksmark.